# Jinki
Jinki (神亀) foi uma era do Japão (年号,, nengō,, lit. "nome do ano") após Yōrō e antes de Tenpyō. Este período compreende os anos de fevereiro de 724 a agosto de 729 d.C. O imperador da época era o  Shōmu-tennō (聖武天皇).

## Mudança de era
- 724 Jinki gannen (神亀元年): a era anterior  terminou e a nova começou em Yōrō 8, no 4º dia do 2º mês de 724.[3] O nome da nova era significava "tartaruga sagrada".[4]

## Eventos da eraJinki
- 727 (Jinki 4): O imperador enviou representantes em todas as províncias para buscar examinar as administrações dos governadores e a conduta de todos os funcionários públicos.[5]
- 724 (Jinki 5): Um embaixador da Coreia foi recebido na corte.[5]